# Orizari (Sliven)
Orizari (Bulgaars: Оризари) is een dorp in Bulgarije. Zij is gelegen in de gemeente Tvarditsa, oblast Sliven.

## Ligging
Orizari ligt aan de voet van het Balkangebergte, ongeveer 8 km ten noorden van Nova Zagora en 6 km ten zuidoosten van Tvarditsa. Het dorp ligt 22 km ten oosten van de provinciehoofdstad Sliven, 27 km ten noorden van Jambol en 267 km ten oosten van Sofia.

## Bevolking
In de eerste volkstelling van 1934 registreerde het dorp 746 inwoners. Dit aantal groeide tot een hoogtepunt van 803 inwoners in 1975. Sindsdien neemt het inwonersaantal af, alhoewel er sinds 2011 een lichte toename waarneembaar is (zie: onderstaande grafiek). Op 31 december 2019 telde het dorp 557 inwoners.
Van de 553 inwoners reageerden er 551 op de optionele volkstelling van 2011. Van deze 551 respondenten identificeerden 361 personen zichzelf als Bulgaren (65,5%), gevolgd door 187 etnische Roma (33,9%) en 3 ondefinieerbare respondenten.
| Etnische samenstelling van de respondenten (2011) | Etnische samenstelling van de respondenten (2011) | Etnische samenstelling van de respondenten (2011) | Etnische samenstelling van de respondenten (2011) | Etnische samenstelling van de respondenten (2011) |
| ------------------------------------------------- | ------------------------------------------------- | ------------------------------------------------- | ------------------------------------------------- | ------------------------------------------------- |
|                                                   |                                                   |                                                   |                                                   |                                                   |
| Bulgaren                                          | Bulgaren                                          |                                                   | 65,5%                                             | 65,5%                                             |
| Turken                                            | Turken                                            |                                                   | 0,0%                                              | 0,0%                                              |
| Roma                                              | Roma                                              |                                                   | 33,9%                                             | 33,9%                                             |
| Anders/Onbekend                                   | Anders/Onbekend                                   |                                                   | 0,6%                                              | 0,6%                                              |

Van de 553 inwoners in februari 2011 werden geteld, waren er 108 jonger dan 15 jaar oud (19,5%), gevolgd door 324 personen tussen de 15-64 jaar oud (58,6%) en 121 personen van 65 jaar of ouder (21,9%).